# 마신이

마신이(중국어 정체자: 馬新貽, 병음: Ma xinyi, 1821년 11월 3일- 1870년 8월 22일)는 청나라 말기의 관리이다. 자는 곡삼(穀三)으로 산동성 제남 출신의 무슬림 회족이었다.

## 개요
1847년(도광 27년), 진사가 되었고, 이홍장과는 동기였다. 안휘성의 태화 · 숙송 등의 지현을 맡았다. 태평천국과 염군에 대항해 향용을 조직하고 안휘성 북부를 전전하다가 여주 지부 대리, 안경 지부로 발탁되었다.
1861년(함풍 11년), 아버지의 죽음으로 고향에 돌아갔지만, 염군이 산동성에도 침입했기 때문에 방어를 지휘했다. 다음 해 1862년(동치 원년), 안휘성으로 돌아가 원갑삼을 따라 여주 탈환에 공을 세웠다. 1863년, 안휘성 북부의 단련인 묘패림이 반기를 들자, 몽성에서 포위되었으나 수성에 성공하여 안휘 포정사 되었다.
1864년, 절강순무로 승진하여, 정치적, 군사적 실적을 쌓았다. 1867년, 민절총독에 취임하였고, 이듬해 1868년에 증국번의 후임 양강총독으로 이동되었다. 그러나 양강총독 재직 중인 1870년, 장문상에 의해 사람들이 여러 사람들이 지켜보는 가운데 칼에 찔렸다. 장문상은 처형되었지만, 원인은 불분명하게 끝났다. 사후 직례총독이었던 증국번이 양강총독으로 복귀했고, 이홍장이 직례총독으로 취임했다.
마신이의 암살 사건은 청나라 말기 기이한 사대 사건 중 하나로 꼽혔다. 때문에 연극 · 영화 · 텔레비전 드라마의 소재로 여러 차례 거론되었다.

## 같이 보기
- 태평천국의 난
- 명장

## 대중문화
- 《명장》, (The Warlords), 2007년,

이연걸, 유덕화, 카네시로 타케시, 서정뢰